# Нелединские-Мелецкие
Неле́динские и Неле́динские-Меле́цкие — дворянские роды.
В России существовали три рода Нелединских, совершенно различного происхождения:
1. Нелединские, потомки Даниила и Василия Нелединских переведённых в Водскую пятину в 1488 году (в Гербовник не внесены);
2. Нелединские, потомки Бориса Нелединского, помещика Шелонской пятины, жившего в первой половине XVII столетия (в Гербовник не внесены);
3. Нелединские-Мелецкие, потомки Станислава Мелецкого, выехавшего в Россию в 1425 году (Герб. II. 53), указанные ниже:

При подаче документов (20 декабря 1685) для внесения рода в Бархатную книгу, были предоставлены: родословная роспись Нелединских, герб Нелединских (Мелецких), 43 царских и указных грамот (1512—1685), а также затребованы Палатой родословных дел выписки: властям Бежецкого Николаевского Антониева монастыря из «вкладных книг» стольника Степана Петровича Нелединского (1686), Разрядного приказа властям Троице-Сергиева монастыря выписки вкладных книг о вкладах Нелединских (1571—1574), запрос в Посольский приказ о выписке о Мелецких из «польских гербариев» (1687). Из Бежецкого Николаевского Антониева монастыря пришла выписка о выезде Станислава Мелецкого и земельном вкладе Михаила Нелединского, а из Посольского приказа выписки о Мелецких из «Орбиса Полонуса», хроники Кромера и «Гнездо цноты» (1687). Степан Петрович Нелединский с родственниками написали челобитную о разрешении им писаться Нелединскими-Мелецкими, для разделения от поколений других Нелединских (1697), царский указ о разрешении писаться Нелединскими-Мелецкими вышел (18 марта 1699). В выписке Разрядного приказа упоминается, что (15 февраля 1700) в другие приказы направлены памяти о разрешении Степану Петровичу Нелединскому-Мелецкому с родственниками писаться двойной фамилией.

## Происхождение и история рода
Происходят, по сказаниям старинных родословцев, от выехавшего из Польши в Россию (1425) «мужа королевского рода» Станислава Яновича Мелецкого (герба Гриф), «а с ним 200 человек его двора». Принявшего в крещении имя Михаила и получившего в кормление г. Вологду и вотчины в Углицком, Городецком и других уездах. Сын его, по владению вотчинами на реке Нелединке, стал писаться Нелединским.
В 1569 году по дороге из Москвы в Новгород войска царя Ивана Грозного был казнён Ждан Нелединский.
В июле 1578 года под Кесию убит сын боярский Стефан Неледидский.
В царских грамотах 1588 и 1589 годов упомянут Василий Гордеевич Нелединский с титулом мурза, который владел пустошью Мыслово в Теребунском погосте Водской пятины и очевидно относится к потомкам Даниила и Василия Нелединских получивших там поместья (1488).
Иван Григорьевич Нелединский был при великом князе Василии Ивановиче наместником углицким и ездил послом в Турцию. Юрий Иванович Нелединский воевода в Нижнем Новгороде (1602), Матвей Юрьевич воевода в Бежецком Верху, где и убит (1610) поляками. В XVII веке многие Нелединские были воеводами во второстепенных городах. Борис Иванович Нелединский патриарший боярин (с 1652). Двое Нелединских убиты в польском походе (1655), двое других — под Конотопом (1659).
Степан Петрович Нелединский-Мелецкий был последним, по времени пожалования (1725), русским боярином. Его сын Юрий Степанович сенатор (1726). Нелединский-Мелецкий, Юрий Александрович (1751—1828) — русский поэт; тайный советник, сенатор, статс-секретарь Павла I, почётный опекун Воспитательного Дома. Со смертью сына последнего, Гавриила Юрьевича, (1871), пресёкся род Нелединских-Мелецких и фамилия эта передана в род племянника его, князя Сергея Александровича Оболенского.
Другой род Нелединских происходит от Шереметевских «послужильцев», переведённых на поместья в Водскую пятину Новгородской области (1488). Этот род Нелединских внесён в VI и II части родословных книг Новгородской и Псковской губерний.

## Описание гербов

#### Герб Нелединский 1785 г.
В Гербовнике Анисима Титовича Князева 1785 года имеются две печати с гербом Нелединских и Нелединских-Мелецких:
1. Герб Сергея Ефимовича Нелединских: в серебряном поле щита, изображён жёлто-серый, одноглавый орёл с распростёртыми крыльями и высунутым языком, с повёрнутой головой влево, стоящий лапами на жёлто-коричневых городках. По его сторонам, два золотых льва, стоящих на четырёх лапах, с опущенными хвостами и повёрнутыми головами к краю щита.
2. Герб Нелединских-Мелецких предоставленный к родословным в Палату родословных дел: в красном поле щита, изображён восстающий золотой гриф, вправо. Щит увенчан коронованным дворянским шлемом без клейнода на шее. Нашлемник: выходящий на половину из короны серый одноглавый орёл, с повёрнутой головой вправо (изображение орла скопировано с герба Нелединских). Цветовая гамма намёта не определена[6].

#### Герб Гриф
В числе Высочайше утверждённых герба Нелединских не имеется. У Руммеля (Т. II. стр. 38) описан следующий герб Нелединских: в голубом поле красная стена, из-за которой выходит обращённый вправо золотой лев. Нашлемник: выходящий лев. Герб этот представляет собой польский герб Prawdzic, которым, в числе прочих фамилий, пользуется фамилия Nieledewski.

#### Геральдика
Герб Нелединских (Мелецких) принадлежит к группе ранних русских гербов. Около 20 декабря 1685 года он был предоставлен в Палату родословных дел в числе доказательств, обосновывающих право семьи на внесение в родословную книгу. Прорись герба сделана в 1740-е годы.

## Известные представители
- Нелединский Юрий Иванович — воевода в Нижнем-Новгороде (1602).
- Нелединский Иван Юрьевич — воевода в Мангазее (1606—1608 и 1613), в Уржуме (1616), в Можайске (1619), в Царицыне (1621—1623), в Брянске (1631), московский дворянин (1627—1640).
- Нелединский Василий Иванович — воевода в Переславле-Рязанском (1610), в Городецке (1611).
- Нелединский Василий Семёнович — стольник патриарха Филарета (1627), московский дворянин (1640—1658), убит под Конотопом (1659).
- Нелединский Борис Иванович — стольник патриарха Филарета (1629), московский дворянин (1636—1658).
- Нелединский Елизар Матвеевич — московский дворянин (1629—1640).
- Нелединские: Сирин и Пимен Богдановичи — московские дворяне (1636—1640).
- Нелединский Пётр Иванович — московский дворянин (1640—1658), умер на службе под Конотопом (1660).
- Нелединский Сирин Демидович — приводил к крестному целованию на верность царю Алексею Михайловичу служилых и жилецких людей городов: Перми, Чердыни, Соли Камской, Кайгородка и вотчин Строгановых (1645).
- Нелединский Пимен Демидович — воевода в Кашире (1646—1649), в Хотмыжске (1654).
- Нелединский Василий Васильевич — организовывал сторожевую службу на Оке близ Кашира (1633), московский дворянин (1636—1658), воевода в Кетском остроге (1643—1645), встречал с сотней дворян персидского посла (1650), воевода в Рыльске (1651—1652), в Саратове (1655—1657), получил две похвальные грамоты царя Алексея Михайловича за успешные действия против татар и освобождении из плена саратовских торговых людей и стрельцов (февраль и декабрь 1656).
- Нелединский Василий Иванович — воевода в Рыльчке (1651).
- Нелединский Федосей Семёнович — московский дворянин (1658—1668).
- Нелединский Яков Васильевич — стольник (1658—1680), получил похвальные грамоты царя Фёдора Алексеевича: за разбор кокшайских служилых (1679), за скорейший сбор орловских и кромских служилых людей с выступлением в Курск и воевода в этом походе (февраль 1680), за скорый разбор орловских и кромских служилых людей и высылки их в полки князя Григория Григорьевича Ромодановского (май 1680), за скорый разбор орловских и кромских драгун и пушкарей (июль 1680).
- Нелединский Степан Сирин — стряпчий (1659—1668), стольник (1668—1676).
- Нелединские: Константин Пименович и Иван Елизарович — московские дворяне (1662—1677).
- Нелединский Иван — воевода в Ржеве (1665).
- Нелединский Степан Ефремович — стольник, воевода в Богородицке (1667, 1671 и 1676), по указу Разбойного приказа назначен к сыскным делам в Тульском, Соловском, Дедиловском, Венёвском и Епифанском уездах (1673—1674).
- Нелединский Степан — стольник, воевода в Скопине (1672—1673).
- Нелединский Степан Петрович — стольник царицы Натальи Кирилловны (1676), стольник, послан встречать имеретинского царя Арчила Вахтангиевича (ноябрь 1685).
- Нелединский Иван Степанович — стольник царицы Натальи Кирилловны (1676), стольник (1686).
- Нелединские: Юрий и Алексей Степановичи — стольники царицы Прасковьи Фёдоровны (1686—1692).
- Нелединский Иван Васильевич — воевода в Яблонове (1687—1689), московский дворянин (1692).
- Нелединский Иван Иванович — стряпчий (1692).
- Нелединские: Андрей Яковлевич — московский дворянин (1692).
- Нелединские: Фёдор Яковлевич, Степан Петрович, Иван Иванович — стольники (1671—1692).[10][11][1].